# David S. Bennett

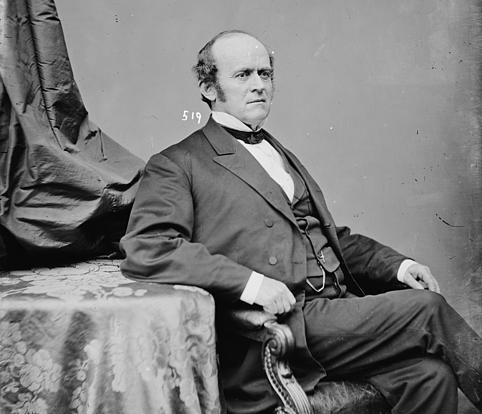
David S. Bennett

 David Smith Bennett (* 3. Mai 1811 im Onondaga County, New York; † 6. November 1894 in Buffalo, New York) war ein US-amerikanischer Politiker. Zwischen 1869 und 1871 vertrat er den Bundesstaat New York im US-Repräsentantenhaus.

## Werdegang
David Bennett wurde auf einer Farm nahe Camillus im Onondaga County geboren. Er besuchte die öffentlichen Schulen seiner Heimat und arbeitete danach in der Landwirtschaft. Später zog er nacheinander in die Städte Syracuse, New York und im Jahr 1853 nach Buffalo, wo er landwirtschaftliche Produkte vertrieb. Außerdem betrieb er einige Getreidespeicher. Politisch schloss er sich der Republikanischen Partei an. Im Jahr 1865 zog er in den Senat von New York ein.
Bei den Kongresswahlen des Jahres 1868 wurde Bennett im 30. Wahlbezirk von New York in das US-Repräsentantenhaus in Washington, D.C. gewählt, wo er am 4. März 1869 die Nachfolge des Demokraten James M. Humphrey antrat. Da er im Jahr 1870 auf eine weitere Kandidatur verzichtete, konnte er bis zum 3. März 1871 nur eine Legislaturperiode im Kongress absolvieren. Während dieser Zeit wurde der 15. Verfassungszusatz ratifiziert.
Nach dem Ende seiner Zeit im US-Repräsentantenhaus nahm David Bennett seine früheren Tätigkeiten wieder auf. Er starb am 6. November 1895 in Buffalo und wurde in Syracuse beigesetzt.